# Улица Шандора Шимича
Улица Шандора Шимича — улица в Магадане, проходит от улицы Берзина.

## История
Первое наименование — Заречная улица (как находящаяся за рекой Магаданка), присвоено 4 июля 1952 года.
В марте 1986 года была переименована в честь командира авиагруппы Дальстроя Шандора Иштвановича Шимича (венг. Simics Sándor ; 1901—1978), впоследствии ставшего генералом-лейтенантом ВВС Венгрии, генеральным директором гражданской авиации, затем начальником штаба, первым заместителем командующего ВВС республики. Исполнял обязанности дипломатического работника в ряде стран Европы и Азии, был послом Венгрии в КНДР, в Болгарии.

## Достопримечательности
д. 6 — Дом культуры автотранспортников
д. 18 — Средняя школа № 4
д. 20 — Магаданская областная юношеская библиотека